# Masstransiscope
Masstransiscope is een kunstwerk dat in 1980 werd gemaakt door de onafhankelijke filmmaker Bill Brand in de metro in New York.
Het kunstwerk is een lineaire zoötroop met 228 sleuven waarachter handgeschilderde afbeeldingen te zien zijn, die als je in de metro zit en voorbijrijdt gezamenlijk een animatie vormen. Nadat het kunstwerk in de loop der jaren in verval was geraakt, werd het eind 2008 gerestaureerd en opgeknapt.
Het kunstwerk is te vinden bij Myrtle Avenue in Brooklyn en kan gezien worden in de Q- en B-treinen vanaf DeKalb Avenue.